# Гипоним и гипероним
Гипо́ним (греч. ὑπό «под, внизу» + όνομα «имя») — понятие, выражающее частную сущность по отношению к другому, более общему понятию.

## Гипероним
Гиперо́ним (греч. ὑπερ «сверх» + όνομα «имя») — слово с более широким значением, выражающее общее, родовое понятие, название класса (множества) предметов (свойств, признаков).
Гиперо́ним в лингвистике — понятие в отношении к другому понятию, выражающее более общую сущность; в отношении некоторого множества объектов — понятие, отражающее надмножество к исходному.
Гипероним является результатом логической операции обобщения, тогда как гипоним — ограничения.

## Примеры
Термин «зверь» является гиперонимом по отношению к термину «собака», а термин «собака» в свою очередь — гиперонимом по отношению к термину «бульдог».
И наоборот: термин «бульдог» — гипоним по отношению к термину «собака», а «собака» — гипоним по отношению к термину «зверь».